# Eli & Fur
Eli & Fur — британський електронний дует, який сформували 2012 року Еліза Додд-Нобл (англ. Eliza Dodd-Noble) і Дженніфер Мілн-Скіллман (англ. Jennifer Milne-Skillman). Колектив здобув популярність завдяки композиціям і реміксам у стилі діп-хаус.

## Історія
Eli & Fur співпрацюють разом з підліткового віку. З моменту свого дебютного релізу в 2013 році Eli & Fur удосконалювали звук, побудований на заразливих мелодіях з глибокими басовими партіями, увінчаними задумливим вокалом. Займаючись діджеїнгом вони переходять до живих виступів за допомогою програмного забезпечення Ableton, що привносить живого аспекту в їх сети. Замість того, щоб міксувати інші треки, Eli & Fur пишуть і грають власні, у яких створюють звук, що є «виразно електронним, змішуючи хаус і танцювальні ритми».
Дебютний трек дуету «You're So High» (2013) потрапив до топ-3 на Hype Machine і відтоді отримав понад 88 мільйонів переглядів на YouTube. Їхній дебютний мініальбом Illusions вийшов на лейблі NYX Records 22 липня 2013 року.
27 листопада 2015 року виходить мініальбом «California Love» у підтримку туру по Північній Америці.
2015 став ключовим для Eli & Fur. Названі Beatport артистами, за якими варто стежити у 2015 році, вони отримали номінації «Найкращий новачок» на The DJ Awards, «Найкращий продюсер» на Bass Music Awards, «Найкращий проривний ді-джей» на «Best of British» журналу DJ Magazine та «Кращий проривний артист» на церемонії вручення нагород IDMA 2016.
У грудні 2018 року вони були представлені в туристичній рекламі Kayak, використовуючи для створення музики звуки, отримані під час подорожі до Японії. 
25 червня 2021 року вийшов дебютний студійний альбом «Found in the Wild» на лейблі Anjunadeep. А 14 грудня того ж року відбувся реліз альбому реміксів «Found in the Wild (Remixed)».

## Дискографія

### Студійні альбоми
- Found in the Wild (2021)
- Dreamscapes (2024)

### Реміксові альбоми
- Found in the Wild (Remixed) (2021)

### Міні-альбоми
- Illusions (2013)
- California Love (2015)
- Night Blooming Jasmine (2018)
- Into The Night (2019)
- Follow The Dark - Part I (2023)
- Follow The Dark - Part II (2023)
- Follow The Dark (Remixed) (2023)
- Golden Eyes and Tears (2024)
- My Reflection (2024)

### Сингли
- "Sea of Stars" (2012, NYX)
- "Nightmares" (2013, NYX)
- Davidian & Eli & Fur - "Let it Go" (2013, NYX)
- Clancy featuring Eli & Fur - "I Wanna Know" (2014, Anjunadeep)
- "Feel the Fire" (2014, Anjunadeep)
- "Hold Me Down" (2016, NYX) (Beatport exclusive)
- "On My Own" featuring Forrest (2016, NYX)
- TACHES x Eli & Fur - "Lookalike" (2016, Different)
- Erick Morillo featuring Eli & Fur - "Thunder & Lightning" (2016, Subliminal)
- «Chlo» / «Wendy Legs» (2017, Anjunadeep)
- «Otherside» (2020, Spinnin' Deep)
- «Walk The Line» / «Big Tiger» (2020, Anjunadeep)
- «Carbon» (2021, Anjunadeep)
- Eli & Fur featuring Camden Cox - «Burning» (2020, Positiva, EMI)
- Eli & Fur x Disciples - «The Pressure» (2020, Positiva, EMI)
- «Come Back Around» (2020, Anjunadeep)
- «Wild Skies» (2020, Anjunadeep)
- «My Shadow» (2022, Positiva, EMI)
- «Skyway» (2022, Cercle Records)
- «Temptation» (2022, Anjunadeep)
- MEDUZA x Eli & Fur - «Pegasus» (2023, Anjunadeep)
- «Where I Find My Mind» (2023, Anjunadeep)
- «Better In The Dark» (2023, Anjunadeep)
- Nico de Andrea x Eli & Fur - «Start The Fire» (2023, Armada Music)
- Eli & Fur x Sam Luck - «Take Me High» (2023, Major Recordings)
- «You're So High (10 Years On)» (2023, NYX Music)
- «You're So High (10 Years On) (Live)» (2023, NYX Music)
- Eli & Fur x Punctual x Richard Judge - «Halo» (2024, NYX Music)
- «Insomnia» (2024, [PIAS] Électronique)

#### Гостьова участь
- MANIK featuring Eli & Fur - "Far Away" (2014, Anjunadeep) (from Far Away / Mulberry )
- Way Out West featuring Eli & Fur - "Running Away" (2017, Anjunadeep) (from Tuesday Maybe)
- CamelPhat and Eli & Fur - "Waiting" (2020, Sony) (from Dark Matter)

### Ремікси
- Apres - "Chicago" (Eli & Fur Remix) (2015, SubSoul)
- Chase & Status And Blossoms - "This Moment" (Eli & Fur Remix) (2017, Virgin)
- Bob Moses - "Believe" (Eli & Fur Remix) (2023, Domino Recording)